# Évolution du Collège cardinalice sous le pontificat de Benoît XV
Cet article présente les évolutions au sein du Sacré Collège ou collège des cardinaux au cours du pontificat du pape Benoît XV, du 31 août 1914 date de l'ouverture du conclave qui l'a élu jusqu'au 2 février 1922 date de l'ouverture du conclave qui devait élire son successeur.

## Évolution numérique au cours du pontificat
| Date       | Événement                                                                              | Pays | Total |
| ---------- | -------------------------------------------------------------------------------------- | ---- | ----- |
| 31/08/1914 | Cardinaux au moment du Conclave de 1914                                                |      | 65    |
| 03/09/1914 | Élection au trône pontifical du cardinal Giacomo della Chiesa sous le nom de Benoît XV |      | 64    |
| 10/10/1914 | Décès du cardinal Domenico Ferrata                                                     |      | 63    |
| 24/11/1914 | Décès du cardinal Aristide Cavallari                                                   |      | 62    |
| 01/12/1914 | Décès du cardinal François-Virgile Dubillard                                           |      | 61    |
| 05/12/1914 | Décès du cardinal Angelo Di Pietro                                                     |      | 60    |
| 07/02/1915 | Décès du cardinal Scipione Tecchi                                                      |      | 59    |
| 19/03/1915 | Décès du cardinal Antonio Agliardi                                                     |      | 58    |
| 19/08/1915 | Décès du cardinal Serafino Vannutelli                                                  |      | 57    |
| 03/09/1915 | Décès du cardinal Kolos Ferenc Vaszary                                                 |      | 56    |
| 15/09/1915 | Décès du cardinal Benedetto Lorenzelli                                                 |      | 55    |
| 25/11/1915 | Décès du cardinal František Saleský Bauer                                              |      | 54    |
| 06/12/1915 | Consistoire : création de 6 cardinaux                                                  |      | 60    |
| 19/03/1916 | Décès du cardinal Girolamo Maria Gotti                                                 |      | 59    |
| 04/05/1916 | Décès du cardinal Hector-Irénée Sevin                                                  |      | 58    |
| 05/11/1916 | Décès du cardinal Francesco Salesio Della Volpe                                        |      | 57    |
| 04/12/1916 | Consistoire : création de 10 cardinaux                                                 |      | 67    |
| 04/12/1916 | Consistoire : création d'un cardinal in pectore                                        |      | 68    |
| 08/02/1917 | Décès du cardinal Diomede Falconio                                                     |      | 67    |
| 09/02/1917 | Décès du cardinal Károly Hornig                                                        |      | 66    |
| 13/04/1917 | Décès du cardinal Francis von Bettinger                                                |      | 65    |
| 05/03/1918 | Décès du cardinal Domenico Serafini                                                    |      | 64    |
| 04/07/1918 | Décès du cardinal Sebastiano Martinelli                                                |      | 63    |
| 17/09/1918 | Décès du cardinal John Murphy Farley                                                   |      | 62    |
| 11/12/1918 | Décès du cardinal Giulio Tonti                                                         |      | 61    |
| 23/03/1919 | Décès du cardinal Francesco di Paola Cassetta                                          |      | 60    |
| 11/11/1919 | Décès du cardinal Felix von Hartmann                                                   |      | 59    |
| 15/12/1919 | Consistoire : création de 6 cardinaux                                                  |      | 65    |
| 15/12/1919 | Consistoire : révélation de l'identité du cardinal in pectore Adolf Bertram            |      | 65    |
| 17/12/1919 | Décès du cardinal José María Cos y Macho                                               |      | 64    |
| 11/02/1920 | Décès du cardinal Aristide Rinaldini                                                   |      | 63    |
| 18/03/1920 | Décès du cardinal Filippo Giustini                                                     |      | 62    |
| 15/05/1920 | Décès du cardinal Giulio Boschi                                                        |      | 61    |
| 29/08/1920 | Décès du cardinal Léon Adolphe Amette                                                  |      | 60    |
| 02/09/1920 | Décès du cardinal Victoriano Guisasola y Menéndez                                      |      | 59    |
| 07/12/1920 | Décès du cardinal José Sebastião d'Almeida Neto                                        |      | 58    |
| 18/01/1921 | Décès du cardinal Filippo Camassei                                                     |      | 57    |
| 02/02/1921 | Décès du cardinal Andrea Carlo Ferrari                                                 |      | 56    |
| 07/03/1921 | Consistoire : création de 6 cardinaux                                                  |      | 62    |
| 24/03/1921 | Décès du cardinal James Gibbons                                                        |      | 61    |
| 13/06/1921 | Consistoire : création de 3 cardinaux                                                  |      | 64    |
| 24/08/1921 | Décès du cardinal Giorgio Gusmini                                                      |      | 63    |
| 22/09/1921 | Décès du cardinal Auguste Dubourg                                                      |      | 62    |
| 21/12/1921 | Décès du cardinal Anatole de Cabrières                                                 |      | 61    |
| 22/01/1922 | Décès du pape Benoît XV                                                                |      | 61    |
| 22/01/1922 | Décès du cardinal Enrique Almaraz y Santos                                             |      | 60    |